# Salta (juego de mesa)

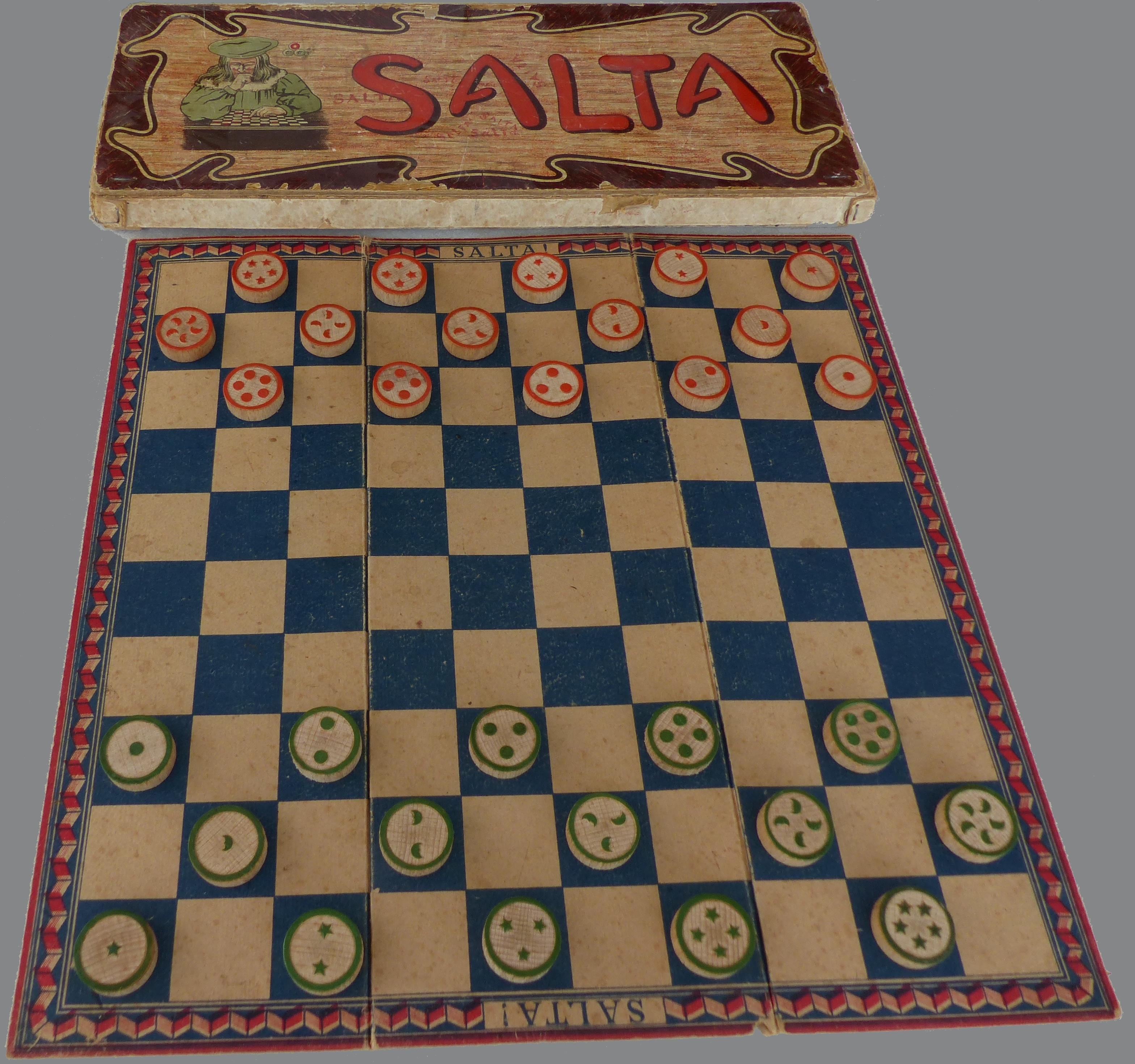
Tablero de juego con posición inicial y la caja del juego

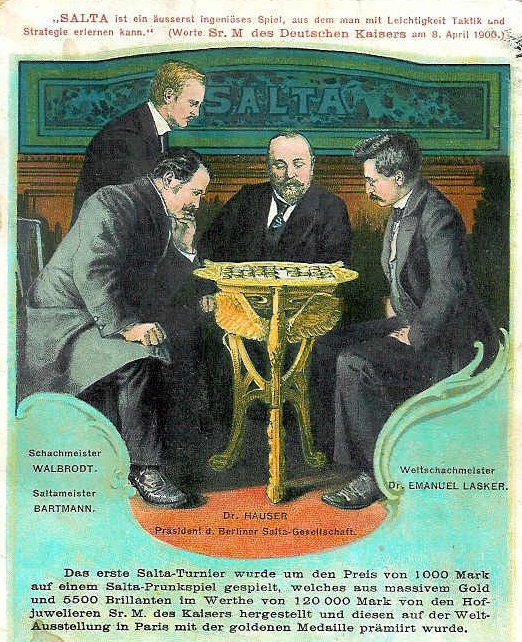
Torneo de Salta sobre un tablero de lujo realizado por un joyero en la Exposición Universal de París de 1900. A la derecha, Emanuel Lasker

Salta es un juego de tablero de estrategia abstracta para dos jugadores, inventado por Konrad Heinrich Büttgenbach en 1899 en Alemania. Büttgenbach (1870-1939) nació en Heerdt, cerca de Düsseldorf, Alemania. El juego alcanzó su mayor popularidad a principios de 1900 antes de la Primera Guerra Mundial, especialmente en Francia y Alemania. La Feria Mundial de Comercio de 1900 en París exhibió un tablero de Salta elaborado en caoba, adornado con motivos dorados y con más de 5000 diamantes. Jugadores famosos fueron el maestro de ajedrez estadounidense Frank Marshall, el campeón mundial de ajedrez alemán Emanuel Lasker y la actriz francesa Sarah Bernhardt (la "Divina").
Salta significa "salto" en italiano o latín, al igual que en español. El juego está relacionado con el halma, las damas chinas y conspirateurs. Los jugadores intentan saltar sobre las piezas contrarias (sin capturarlas) y ser el primero en hacer avanzar todas sus piezas al lado del tablero del jugador contrario en el mismo orden que tienen al inicio de la partida. Salta se juega en un tablero de 10x10 casillas cuadradas de dos colores (50 casillas blancas; y 50 casillas negras). Un jugador mueve las piezas rojas inicialmente dispuestas sobre las 15 casillas negras de su lado, y su contrincante mueve las piezas verdes inicialmente situadas sobre las 15 casillas negras del suyo.
Salta no debe confundirse con El Asalto (o The Assault o Salto), que pertenece al tipo de juegos del zorro.

## Promoción del juego
Salta se comercializó de forma inteligente, organizando torneos con importantes premios en efectivo (como el de Mónaco, con alrededor de 20.000 francos suizos en premios) y consiguiendo que grandes maestros del ajedrez escribieran artículos destacados sobre el juego tanto en Gartenlaube como en el New Yorker Staats-Zeitung. Meyers Conversationslexikon dedicó una página completa al juego, y se publicaron varios libros de texto y una "Deutsche Saltazeitung" (Revista Alemana sobre Salta) separada. Había disponibles versiones económicas del juego por 2,50 marcos, así como versiones de lujo por más de 400 marcos.

## Objetivo
El jugador que primero adelante cada una de sus piezas siete filas es el ganador. Las piezas deben conservar su orden original en cada fila.

## Equipo

Posición de partida

Esquema de numeración de las casillas negras

Se utiliza un tablero cuadrado, de 10x10 casillas también cuadradas. Cada jugador tiene 15 piezas que inicialmente están alineadas en los cuadrados negros de las tres primeras filas del lado de cada contrincante. Las cinco piezas de la primera fila se denominan estrellas y están marcadas con de una a cinco estrellas en orden ascendente de izquierda a derecha. Las cinco piezas de la segunda fila se denominan lunas y están marcadas con de una a cinco lunas en orden ascendente de izquierda a derecha. Las cinco piezas de la tercera fila se llaman soles y están marcadas con de uno a cinco soles en orden ascendente de izquierda a derecha. Un sistema de marcado alternativo es simplemente numerar las estrellas del 1 al 5 de izquierda a derecha, numerar las lunas del 6 al 10 de izquierda a derecha y numerar los soles del 11 al 15 de izquierda a derecha. Un jugador mueve las fichas verdes y el otro jugador mueve las fichas rojas. Las piezas solo se mueven sobre los cuadrados negros.
La posición del tablero es la misma que la del ajedrez, es decir, cada ficha tiene un espacio en blanco a su derecha. Sin embargo, la designación de las celdas es diferente: dado que las fichas solo se mueven por las casillas negras, solo se les asigna un número a estas. Así, se van numerando línea por línea del 11 al 15, del 21 al 25, etc., hasta la última línea, que es numerada del 101 al 105.

## Reglas y jugabilidad
1. Los jugadores deciden quién jugará con el verde y quién con el rojo. El verde mueve primero.
2. Las piezas se colocan inicialmente en las tres primeras filas de cada jugador, tal como se describe en la sección anterior.
3. Las piezas se mueven solo sobre los cuadrados negros.
4. Los jugadores alternan sus turnos. Solo se puede mover una pieza por turno. Una pieza puede moverse diagonalmente hacia adelante o hacia atrás.
5. Alternativamente, una pieza puede saltar diagonalmente sobre una pieza enemiga adyacente hacia adelante y aterrizar en una casilla desocupada del otro lado. Solo se puede saltar una pieza. La pieza saltada no se captura como en las damas.
6. Los saltos son obligatorios.
7. Si un jugador no salta cuando se le presenta la oportunidad, el otro jugador pronuncia la palabra "Salta" y el jugador debe corregir su último movimiento y saltar antes de que continúe el juego.
8. Un jugador no puede bloquear las piezas del otro jugador de modo que no pueda realizar un movimiento legal. Cada jugador debe tener siempre la capacidad de realizar un movimiento legal.
9. Una regla opcional se llama regla de los 120 movimientos. Después de 120 movimientos de cada jugador, el juego termina. Luego, cada jugador calcula el número mínimo de movimientos necesarios para lograr su objetivo. Esto se logra sumando el número mínimo de movimientos necesarios para cada pieza que aún no está en su posición destinada. Las piezas amigas y enemigas se ignoran en el camino de una pieza al calcular el número mínimo de movimientos necesarios para llegar a su destino. El jugador con el menor número de movimientos pendientes es el ganador. Dado que el verde mueve primero, se agrega 1 punto al número total de movimientos del rojo si el verde termina primero.

## Variantes
Pyramid se parece mucho a Salta, y fue descrito junto a este último por R.C. Bell en Juegos de tablero y de mesa de muchas civilizaciones (1969). Se juega en un tablero a cuadros de 8x8 (con los cuadrados extremos de la diagonal negra en la esquina inferior derecha). Se pueden usar piezas de damas (discos). Cada jugador tiene 10 piezas y se colocan inicialmente en su lado del tablero, de tal manera que forman un triángulo o pirámide, de ahí su nombre. Las piezas se colocan en los cuadrados negros. En la primera fila hay cuatro piezas que ocupan todos los cuadrados negros disponibles en la primera fila. En la segunda fila, se colocan tres piezas en los cuadrados negros que se encuentran encima y entre los cuatro cuadrados negros de la primera fila. Este patrón continúa para la tercera fila con dos piezas y finalmente la cuarta fila con una pieza. En el turno de un jugador, una pieza puede avanzar diagonalmente hacia un cuadrado negro vacío (las piezas nunca pueden moverse hacia atrás). Alternativamente, una pieza puede saltar sobre una pieza adyacente opuesta usando el método de salto corto como en las damas (y como en Salta), y continuar saltando piezas opuestas dentro del mismo turno siempre que sea posible. Nunca se capturan o retiran piezas durante el juego como en Salta. Bell no especifica si los saltos son obligatorios o si  se permiten los saltos hacia atrás. El objetivo del juego es ser el primero en ocupar exactamente las mismas casillas de la posición inicial de las piezas del jugador contrario de manera similar a como en Salta. Desafortunadamente, Bell no proporciona ninguna información histórica sobre el juego.